# Ciclismo ai Giochi della XXVII Olimpiade

## Podi

### Uomini
| Evento                              | Oro                                                          | Prestazione | Argento                                                                            | Prestazione | Bronzo                                                              | Prestazione |
| Ciclismo su strada                  |                                                              |             |                                                                                    |             |                                                                     |             |
| In linea (dettagli)                 | Jan Ullrich                                                  | 5h29′08″    | Aleksandr Vinokurov                                                                | a 9"        | Andreas Klöden                                                      | a 12"       |
| Cronometro (dettagli)               | Vjačeslav Ekimov                                             | 57'40"      | Jan Ullrich                                                                        | a 8"        | Lance Armstrong                                                     | a 34"       |
| Ciclismo su pista                   |                                                              |             |                                                                                    |             |                                                                     |             |
| Inseguimento individuale (dettagli) | Robert Bartko                                                | 4'18"515    | Jens Lehmann                                                                       | 4'23"824    | Bradley McGee                                                       | 4'19"250    |
| Inseguimento a squadre (dettagli)   | Germania Robert Bartko Daniel Becke Guido Fulst Jens Lehmann | 3'59"710    | Ucraina Serhij Černjavs'kyj Oleksandr Fedenko Serhij Matvjejev Oleksandr Symonenko | 4'04"520    | Gran Bretagna Paul Manning Chris Newton Bryan Steel Bradley Wiggins | 4'01"979    |
| Velocità (dettagli)                 | Marty Nothstein                                              |             | Florian Rousseau                                                                   |             | Jens Fiedler                                                        |             |
| Velocità a squadre (dettagli)       | Francia Laurent Gané Florian Rousseau Arnaud Tournant        | 43"233      | Gran Bretagna Chris Hoy Craig MacLean Jason Queally                                | 44"680      | Australia Sean Eadie Darryn Hill Gary Neiwand                       | 45"161      |
| Chilometro a cronometro (dettagli)  | Jason Queally                                                | 1'01"609    | Stefan Nimke                                                                       | 1'02"487    | Shane Kelly                                                         | 1'02"818    |
| Corsa a punti (dettagli)            | Joan Llaneras                                                | 14          | Milton Wynants                                                                     | 18 e 1 giro | Aleksej Markov                                                      | 16 e 1 giro |
| Keirin (dettagli)                   | Florian Rousseau                                             |             | Gary Neiwand                                                                       |             | Jens Fiedler                                                        |             |
| Americana (dettagli)                | Australia Brett Aitken Scott McGrory                         | 26          | Belgio Étienne De Wilde Matthew Gilmore                                            | 22          | Italia Silvio Martinello Marco Villa                                | 15          |
| Mountain bike                       |                                                              |             |                                                                                    |             |                                                                     |             |
| Cross-country (dettagli)            | Miguel Martinez                                              | 2h09'02     | Filip Meirhaeghe                                                                   | 2h10'05"    | Christoph Sauser                                                    | 2h11'21"    |

### Donne
| Evento                              | Oro                  | Prestazione | Argento              | Prestazione | Bronzo           | Prestazione |
| Ciclismo su strada                  |                      |             |                      |             |                  |             |
| In linea (dettagli)                 | Leontien van Moorsel | 3h06′31″    | Hanka Kupfernagel    | a 1′14″     | Diana Žiliūtė    | a 1′17″     |
| Cronometro (dettagli)               | Leontien van Moorsel | 42′00″      | Mari Holden          | a 37″       | Jeannie Longo    | a 52″       |
| Ciclismo su pista                   |                      |             |                      |             |                  |             |
| Inseguimento individuale (dettagli) | Leontien van Moorsel | 3'33"360    | Marion Clignet       | 3'38"751    | Yvonne McGregor  | 3'38"850    |
| Velocità (dettagli)                 | Félicia Ballanger    |             | Oksana Grišina       |             | Iryna Janovyč    |             |
| 500 m a cronometro (dettagli)       | Félicia Ballanger    | 34"14       | Michelle Ferris      | 34"70       | Jiang Cuihua     | 34"77       |
| Corsa a punti (dettagli)            | Antonella Bellutti   | 19          | Leontien van Moorsel | 16          | Ol'ga Sljusareva | 15          |
| Mountain bike                       |                      |             |                      |             |                  |             |
| Cross-country (dettagli)            | Paola Pezzo          | 1h49'24"    | Barbara Blatter      | a 27"       | Marga Fullana    | a 33"       |

## Medagliere
| Pos.   | Paese         | Oro | Argento | Bronzo | Totale |
| ------ | ------------- | --- | ------- | ------ | ------ |
| 1      | Francia       | 5   | 2       | 1      | 8      |
| 2      | Germania      | 3   | 4       | 3      | 10     |
| 3      | Paesi Bassi   | 3   | 1       | 0      | 4      |
| 4      | Italia        | 2   | 0       | 1      | 3      |
| 5      | Australia     | 1   | 2       | 3      | 6      |
| 6      | Gran Bretagna | 1   | 1       | 2      | 4      |
| 6      | Russia        | 1   | 1       | 2      | 4      |
| 8      | Stati Uniti   | 1   | 1       | 0      | 2      |
| 9      | Spagna        | 1   | 0       | 1      | 2      |
| 10     | Belgio        | 0   | 2       | 0      | 2      |
| 11     | Svizzera      | 0   | 1       | 1      | 2      |
| 11     | Ucraina       | 0   | 1       | 1      | 2      |
| 13     | Kazakistan    | 0   | 1       | 0      | 1      |
| 13     | Uruguay       | 0   | 1       | 0      | 1      |
| 15     | Cina          | 0   | 0       | 1      | 1      |
| 15     | Lituania      | 0   | 0       | 1      | 1      |
| Totale | Totale        | 18  | 18      | 17     | 53     |